# 多穗白藤
多穗白藤（学名：Calamus tetradactylus）为棕榈科省藤属下的一个种。

## 扩展阅读
- 維基物種上的相關：多穗白藤